# Edith Elsholtz
Edith Elsholtz (* 19. November 1930 in Magdeburg; † 2004) war eine deutsche Schauspielerin und Synchronsprecherin.

## Leben
Edith Elsholtz begann ihre Bühnenlaufbahn 1950 in Osnabrück, ehe sie an Berliner Bühnen wechselte. Bald darauf stand sie auch vor Film- und Fernsehkameras. 1956 spielte sie in Max und Moritz und 1966 in Hokuspokus oder: Wie lasse ich meinen Mann verschwinden…? mit. Weitere Rollen hatte sie in Rheinsberg (1967) oder Die Beine des Elefanten (1983). Die Hauptrolle der abenteuerlustigen Tante Alice spielte sie in der Unterhaltungsserie Typisch Tantchen.
Im Synchron sprach sie Connie Stevens in Der Babysitter (1958) und Sein Name war Parrish (1961). In den Hörspielen Benjamin Blümchen und Bibi Blocksberg war sie ebenfalls zu hören.
Edith Elsholtz gehörte seit den 1960er-Jahren zum Ensemble des Kabaretts Die Stachelschweine. In der Komiker-Rolle als Frau Böllermann spielte sie gleichzeitig im RIAS jeden Sonntag Duo-Partnerin des Kabarettisten-Kollegen Thierry (Dieter Koch) alias Herr Lupfhügel in der Sendungen Lupfhügels Gespräche, Glossen und Geschichten und Wir machen Musik.
Als Sängerin taucht sie laut Katalog der Deutschen Nationalbibliothek auf zwei Alben von Günter Neumann auf: „Schwarzer Jahrmarkt“ (Phonogram, 1975) und Zille sein Berlin  (Deutsche Austrophon, 1996).
Edith Elsholtz war die Tochter der Schauspieler, Synchronsprecher und Dialogautoren Peter Elsholtz (1907–1977) und Karin Vielmetter (1907–?). Ihr Bruder Arne Elsholtz (1944–2016) war ebenfalls ein bekannter Synchronsprecher.

## Filmografie (Auswahl)

### Film und Fernsehen
- 1956: Max und Moritz
- 1961: Die italienische Reise von Johann Wolfgang von Goethe
- 1962: Das Leben beginnt um acht
- 1962: Bilder und Begebenheiten aus dem Leben des Genossen Satrapo-wicht
- 1963: Vertragen ungenügend
- 1966: Hokuspokus oder: Wie lasse ich meinen Mann verschwinden…?
- 1966: Wie lernt man reisen?
- 1966: Der nächste Urlaub kommt bestimmt
- 1966/1968: Wilhelmina
- 1967: Rheinsberg
- 1972: Typisch Tantchen (Serie)
- 1973: Drüben bei Lehmanns: Der neue Kiosk
- 1974: Die lieben Haustiere (Serie)
- 1977: Soulsister
- 1978: Der Pfingstausflug
- 1979: Hatschi!! (Fernsehspiel)
- 1980: Mein Gott, Willi!
- 1982: Jakob und Adele
- 1983: Die Beine des Elefanten
- 1984: Drei Damen vom Grill (Fernsehserie, 2 Folgen)

### Synchronsprecher
- Connie Stevens: Der Babysitter als Sandy Naples
- Connie Stevens: Sein Name war Parrish als Lucy
- Barbara Loden: Wilder Strom als Betty
- Melanie Mayron: Sag ja zur Liebe als Dixie
- Sharon Gans: Schlachthof 5 als Valencia Marble
- Pamela Curran: Was diese Frau so alles treibt als Starlet
- Arielle Dombasle: Tes als Mercy Chant

## Hörspiele (Auswahl)
- 1956: Carlo Goldoni: Mirandolina – Regie: Oscar Fritz Schuh (Theatermitschnitt – RIAS Berlin)
- 1959: Peter Groma: Unerledigte Spuren – Regie: Hans Drechsel (SFB)
- 1961: Robert T. Odeman: Alles wegen Kaiser Hadrian (Vera Petersen) – Regie: Hans Drechsel (SFB)
- 1962: Margret Miller: Die Schildkröte Maurocordatus (Mary) – Regie: Lothar Kompatzki (SFB)
- 1964: Erdmann Graeser: Die Koblanks. Damals war's – Geschichten aus dem alten Berlin (Jule, Dienstmädchen) (Geschichte Nr. 1 in 12 Folgen) – Regie: Ivo Veit (RIAS Berlin)
- 1972: Egon Polling: Hansemann & Söhne. Damals war's – Geschichten aus dem alten Berlin (Fräulein Hannemann) (Geschichte Nr. 17 in 12 Folgen) – Regie: Ivo Veit (RIAS Berlin)
- 1975: Erich Jakob: Bruno Brieses Bräute. Damals war's – Geschichten aus dem alten Berlin (Mieze, Brunos alte Liebe) (Geschichte Nr. 23 in 10 Folgen) – Regie: Ivo Veit (RIAS Berlin)
- 1975: Erich Jakob: Die Kuckuckseier. Damals war's – Geschichten aus dem alten Berlin (Lissi Lehmann, Balletteuse im Tivoli) (Geschichte Nr. 25 in 12 Folgen) – Regie: Ivo Veit (RIAS Berlin)
- 1976: Georg Hermann: Kubinke – Regie: Siegfried Niemann (SFB)
- 1977: Oswald Mendel: Der herrschaftliche Ferdinand. Damals war’s – Geschichten aus dem alten Berlin (Dodo) (Geschichte Nr. 26 in 8 Folgen) – Regie: Ivo Veit (RIAS Berlin)
- Die Abenteuer des Odysseus (Folge 1–6) (Hera)
- Benjamin Blümchen (11) auf dem Mond (Frau Professor Habernoll)
- Benjamin Blümchen (21) als Weihnachtsmann (Frau Paschulke)
- Benjamin Blümchen (22) als Kinderarzt (Mutter)
- Bibi Blocksberg (4) Der Bankräuber (Frau Paschulke)
- Bibi Blocksberg (5) Ein verhexter Urlaub (Frau Drösel)
- Vampir (Karussell) Der kleine Vampir verreist (Frau Giffich)
- Vampir (Karussell) Der kleine Vampir auf dem Bauernhof (Frau Heringe)
- Die kleinen Detektive (3) Der Heiratsschwindler (Elli Fiebig)
- Die kleinen Detektive (6) Der Banküberfall (Helene von Rüttenbach)